# Anagyrus darevskii
Anagyrus darevskii är en stekelart som först beskrevs av Trjapitzin 1965.  Anagyrus darevskii ingår i släktet Anagyrus och familjen sköldlussteklar. Inga underarter finns listade i Catalogue of Life.